# Hitman: Agent 47
Pour les articles homonymes, voir Hitman et Agent 47.
Pour plus de détails, voir Fiche technique et Distribution.
Hitman : Agent 47 ou Tueur à gages : Agent 47 au Québec (Hitman: Agent 47) est un film d'action américano-britanno-germano-canadien réalisé par Aleksander Bach, sorti en 2015.
Il s'agit d'une nouvelle adaptation cinématographique de la série de jeux vidéo Hitman après le film Hitman sorti en 2007.

## Synopsis
Une organisation appelée le Syndicat projette de fabriquer génétiquement des agents surpuissants, capables de tuer n'importe qui. Pour ce faire, ils veulent retrouver le scientifique ukrainien qui est à l'origine des premiers agents, vingt-cinq ans auparavant. Dans ce but, ils essayent de mettre la main sur la fille du scientifique. L'agent 47, envoyé par la mystérieuse Diana, est là pour empêcher la création de ces nouveaux surhommes.

## Fiche technique
- Titre original : Hitman: Agent 47
- Titre français : Hitman : Agent 47
- Titre québécois : Tueur à gages : Agent 47
- Réalisation : Aleksander Bach
- Scénario : Skip Woods et Michael Finch, d'après une histoire de Skip Woods
  - Basé sur le jeu vidéo créé par Morten Iversen, Peter Gjellerup Koch et IO Interactive
- Musique : Marco Beltrami
- Direction artistique : Sabine Engelberg, Stephan O. Gessler et Bryce Tibbey
- Décors : Sebastian T. Krawinkel
- Costumes : Bina Daigeler
- Photographie : Óttar Guðnason
- Son : Andrew Caller, Brendan Nicholson, Ben Barker
- Montage : Nicolas De Toth
- Production : Skip Woods, Adrian Askarieh, Charles Gordon et Alex Young

Production exécutive : Arno Neubauer (Allemagne) ; Fran Borgia et Little Suzy Yeo (Singapour)
Production déléguée : Daniel Alter, Michael Hendrickson et Marco Mehlitz
Coproduction (Singapour) : Mike Wiluan et Freddie Yeo
- Sociétés de production[2] :
  - États-Unis : Fox International Productions, en association avec TSG Entertainment, avec la participation de Twentieth Century Fox
  - Canada : Syon Media
  - Royaume-Uni : Ingenious Media, en association avec Dayday Films
- Sociétés de coproduction :
  - États-Unis : Daybreak Productions, Prime Universe Productions et Giant Pictures
- Société de distribution : 20th Century Fox
- Budget : 35 millions de $[3]
- Pays d’origine :  États-Unis,  Royaume-Uni,  Allemagne,  Canada
- Langue originale : anglais
- Format[4] : couleur - D-Cinema - 2,35:1 (Cinémascope) - son Dolby Digital | Datasat | Dolby Atmos
- Genre : action, policier, thriller
- Durée : 96 minutes
- Dates de sortie[5] :
  - États-Unis, Canada : 21 août 2015
  - France, Suisse romande[6] : 26 août 2015
  - Allemagne, Royaume-Uni : 27 août 2015
  - Belgique : 23 septembre 2015
- Classification[7] :
  -  États-Unis : Interdit aux moins de 17 ans (certificat #49256) (R – Restricted) [Note 1].
  -  Royaume-Uni : Interdit aux moins de 15 ans (15 - Suitable only for 15 years and over)[8].
  -  Allemagne : Interdit aux moins de 16 ans (FSK 16).
  -  Canada (Colombie-Britannique) : Les enfants de moins de 14 ans doivent être accompagnés d'un adulte (14A - 14 Accompaniment).
  -  Québec : 13 ans et plus (13+ / 13 years and over).
  -  France : Interdit aux moins de 12 ans (visa d'exploitation no 142751 délivré le 7 août 2015)[9],[10],[Note 2].

## Distribution
- Rupert Friend (VF : Anatole de Bodinat ; VQ : Pierre-Yves Cardinal) : l'agent 47
- Hannah Ware (VF : Marie Diot ; VQ : Geneviève Désilets) : Katia van Dees / 90
- Zachary Quinto (VF : Adrien Antoine ; VQ : François Godin) : l'agent John Smith
- Ciarán Hinds (VF : José Luccioni ; VQ : Benoît Rousseau) : Peter Aaron Litvenko
- Thomas Kretschmann (VF : Julien Kramer ; VQ : Pierre Auger) : Antoine Le Clerq
- Angelababy : Diana Burnwood
- Dan Bakkedahl (VF : Jérôme Wiggins ; VQ : Daniel Picard) : Sanders
- Emilio Rivera : Fabian
- Rolf Kanies : Dr. Albert Delriego

Sources et légendes : version québécoise (VQ) sur Doublage.qc.ca.

## Production

### Choix des interprètes
Paul Walker devait, à l'origine, incarner l'Agent 47. Mais à la suite de son décès, ce fut alors Rupert Friend qui incarna le rôle.

### Tournage
Une scène se passe à Alexanderplatz (Berlin). Une autre a été tournée dans un bâtiment de la faculté d'économie de l'Université libre de Berlin, situé Garystraße 21.

## Distinctions
Entre 2015 et 2016, Hitman: Agent 47 a remporté 2 nominations.

### Nominations
- Prix de la bande-annonce d'or 2015 : Nommé au Prix de la Toison d'or pour 20th Century Fox et Aspect.
- Prix de la bande-annonce d'or 2016 : Meilleure bande-annonce de film d’action pour 20th Century Fox et Transit.